# Frataraka
Unter Frataraka (aramäisch 𐡐𐡓𐡕𐡓𐡊𐡀 prtrkʾ) versteht man eine Gruppe von Herrschern aus der Persis zur Zeit des Seleukidenreichs. Aus dem Achämenidenreich ist Frataraka als Titel für einen Oberaufseher überliefert.

## Einleitung
Der Begriff fratarak- erscheint als Titel in aramäischen Dokumenten von Elephantine zur Zeit des Achämenidenreichs und bedeutete ursprünglich „der vorne ist, an der Spitze, zuerst, überlegen“ („who is before, ahead of, prior, superior“). Als Titel bezeichnete es einen Oberaufseher. Der Begriff entspricht dem altpersischen fratara-/fraθara, das von Inschriften von Dareios I. (in den Inschriften DB und DNb) und Xerxes I. (in den Inschriften XPg, XPf und XPl) überliefert ist.
Die Münzen sind die wichtigste Quelle für die Frataraka, eine Gruppe von Herrschern der Persis. Die darauf geprägten Legenden sind in irano-aramäischer Sprache geschrieben und enthalten den Begriff frataraka (unterschiedlich gelesen als fratakara/fratadāra/fratakāra). Er definiert die Zugehörigkeit zur Gruppe der Frataraka. Die Legenden haben die Schreibweise König X, herausragend unter den Göttern, Sohn von Y (englisch King X, outstanding among gods, son of Y; aramäisch X prtrkʾ zy ʾlhyʾ br Y). Der Zusatz br prs, der auf einigen Legenden auftaucht, bedeutet Sohn eines Persers. Er schließt an die Aussage von Dareios I. an, der sich in der Inschrift DNa als ein Perser, Sohn eines Persers bezeichnet. Es ist nicht nur eine Referenz zum Namen der Region, sondern betont die persische Identität der Frataraka.
Der Satzteil, der Bezug auf die Götter nimmt, wird verschieden interpretiert. Unter anderem kann er mit von göttlicher Abstammung oder möglicherweise der eine, der von den Göttern an die Spitze gesetzt wurde übersetzt werden. Er erinnert an den Anspruch von Dareios I., dass Ahuramazda „Dareios (zum) König gemacht hat, den einen (zum) König über viele“. Frataraka ist nicht als der Name einer Dynastie zu verstehen, sondern als Attribut, das die Vormachtstellung durch göttliche Abstammung beschreibt. Formell sieht es aus wie ein Hybrid des achämenidischen Titels König der Könige und den seleukidischen und arsakidischen Titeln in der 2. Hälfte des 2. Jahrhunderts v. Chr., die den König mit der Göttlichkeit verbinden.
| Herrscher     | Aramäische Legende                         | Deutsche Übersetzung                                     |
| ------------- | ------------------------------------------ | -------------------------------------------------------- |
| Ardaxschir I. | ʾrtḥštry prtrkʾ zy ʾlhyʾ br prs            | Frataraka Artaxschir von den Göttern, Sohn eines Persers |
| Vahbarz       | wḥwbrz prtrkʾ zy ʾlhyʾ br prs              | Frataraka Vahbarz von den Göttern, Sohn eines Persers    |
| Baydad        | bgdt prtrkʾ zy ʾlhyʾ br bgwrt (oder bgwdt) | Frataraka Baydad von den Göttern, Sohn des Bagawart      |
| Vadfradad I.  | wtprdt prtrkʾ zy ʾlhyʾ                     | Frataraka Vadfradad von den Göttern                      |
| Vadfradad II. | wtprdt prtrkʾ zy ʾlhyʾ                     | Frataraka Vadfradad von den Göttern                      |

## Liste der Frataraka

### Ardaxschir I.

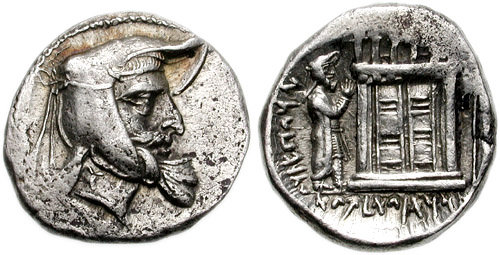
Ardaxschir I.

Die Münzen von Ardaxschir I. (aramäisch 𐡀𐡓𐡕𐡇𐡔𐡕𐡓𐡉 ʾrtḥštry) zeigen den Herrscher auf der Vorderseite im Profil mit einer Kopfbedeckung mit Ohren-, Nacken- und Mundschutz. Auf der Rückseite steht Ardaxschir I. mit erhobenen Händen vor einer viereckigen Struktur, die mit Brüstungselementen gekrönt ist. Ähnliche Strukturen sind von den Achämeniden bekannt. Sie werden oft in Verbindung zum Kaʿbe-ye Zartuscht in Naqsch-e Rostam und dem Zendan in Pasargadae gebracht. Eine spätere Variante der Rückseite enthält zwischen Ardaxschir I. und der Struktur ein Monogramm. Die Münzlegende auf der Rückseite lautet Ardaxschir (der) Fratraka von den Göttern (ʾrtḥštry prtrkʾ zy ʾlhyʾ). Von späteren Münzen ist der Zusatz [BR]/prs nachgewiesen. Der Zusatz ist nicht vollständig oder eine Abkürzung. Er wird als Sohn von Persien, Sohn von FraDa oder Frataraka von Pārs interpretiert.

### Vahbarz

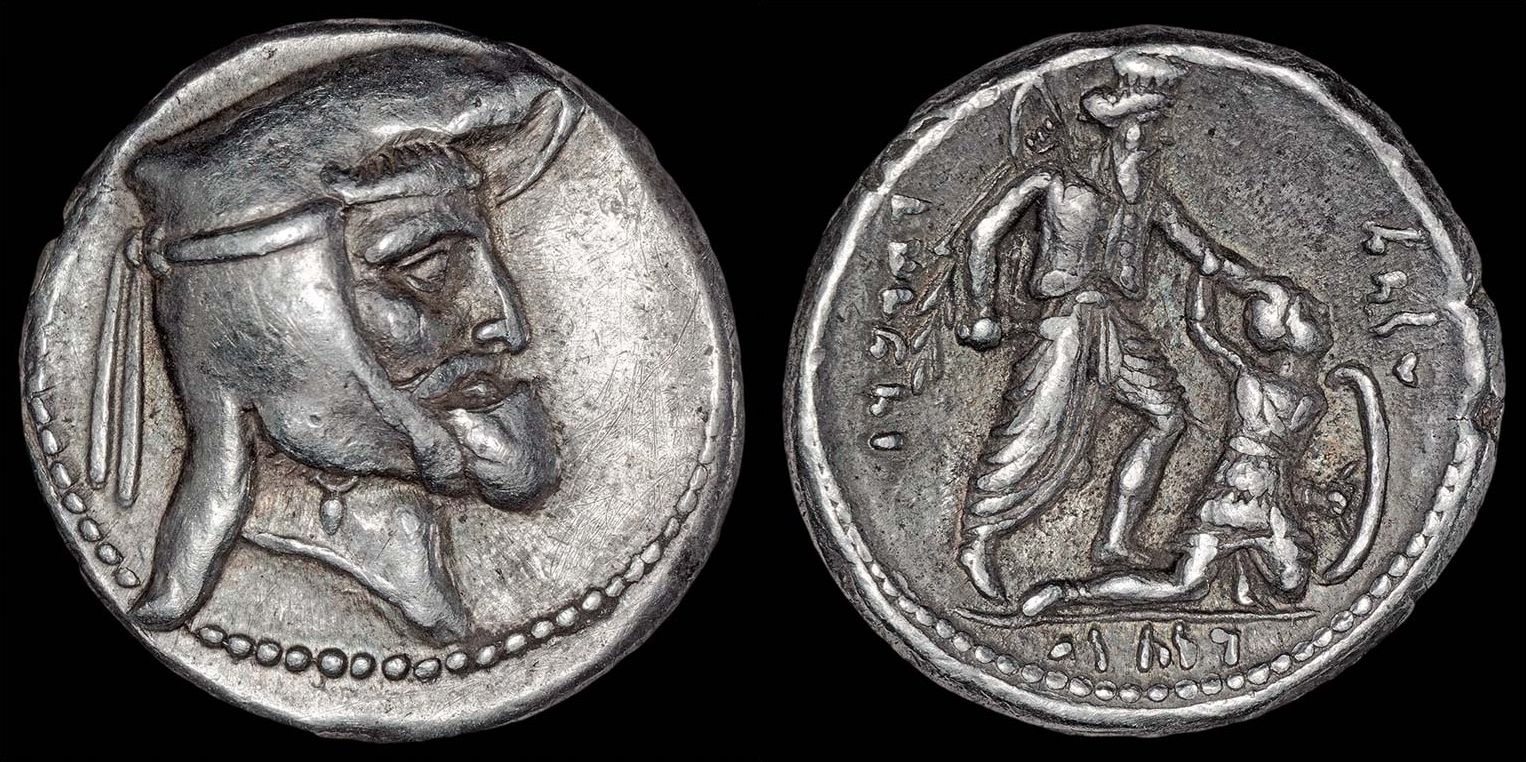
Drachme des Vahbarz

Von Vahbarz (aramäisch wḥwbrz) sind mehrere Typen von Münzen überliefert. Die erste Serie entspricht den Münzen von Ardaxschir I. mit der viereckigen Struktur auf der Rückseite. Für die Vorderseite hatte er einen etwas abgetragenen Münzstempel von Ardaxschir I. verwendet, deren Verwendung ihn als Nachfolger von diesem festlegt. In der zweiten Serie verwendete er eigene Münzstempel und ergänzte die Legende um prs (Persien). Weitere Drachmen zeigen auf der Vorderseite das übliche Portrait und auf der Rückseite eine Figur in persischer Kleidung, die einen bewaffneten Soldaten tötet. In der Legende ist anstatt des Begriffs frataraka die Bezeichnung krny zu finden. Auf der letzten Serie sind wieder die ursprünglichen Bildelemente mit einem zusätzlichen Monogramm unter der viereckigen Struktur zu sehen.
Drei Drachmen von Vahbarz haben den Titel krny geprägt. Die Bezeichnung ist in einem aramäischen Dokument für den Titel eines hochrangigen Beamten in Baktrien von Artaxerxes III. überliefert. Der Begriff wird in Verbindung zur griechischen Bezeichnung karanos gebracht, die von Xenophon überliefert ist und ein hochrangiges Amt bezeichnet. Der Titel ist ebenfalls aus der hellenistischen Zeit bezeugt, vor allem von Seleukos I., der dieses Amt als administrative Grundlage für die Mitregentschaft seines Sohnes Antiochos I. nutzte. Krny kann bis zum Begründer des Partherreichs, Arsakes I., verfolgt werden, der den Titel auf seinen Münzen verwendete.
Vahbarz ist wahrscheinlich identisch mit Oborzos, der von Polyainos erwähnt wird. Er erzählt, dass Oborzos eine Revolte von Siedlern unterband, indem er diese auf ihrem Weg in die Verbannung töten ließ.

### Baydad

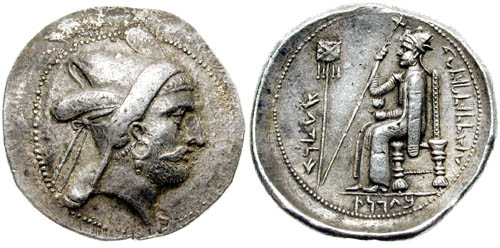
Münze des Baydad

Von Baydad (aramäisch bgdt) sind mehrere Typen von Münzen überliefert. Die Vorderseite trägt wie bei den anderen Frataraka sein Portrait, unterscheidet sich aber in der Anordnung der Kopfbedeckung. Die Ohrenklappen und der Kinnschutz der Kopfbedeckung sind nach oben unter einem Band eingesteckt, so dass die Ohren und das Kinn freigelegt sind. Die Anordnung wurde von achämenidischen Beamten mit einem Rang unter dem Satrapen getragen wie zum Beispiel Stadtkönige. Die Rückseite der Münze entspricht den Darstellungen der anderen Frataraka mit der Abbildung von Baydad vor einer viereckigen Struktur. Von Baydad ist eine zweite Rückseite von Münzen überliefert. Auf diesen sitzt Baydad auf dem Thron mit der Lotusblüte und einem Szepter in den Händen. Vor ihm steht eine militärische Standarte. Das Bild zeigt Ähnlichkeiten zu Darstellungen von Dareios I. und Xerxes I. in Persepolis und zeigt eine königliche Investiturszene. Man kann annehmen, dass sich Baydad im Kampf um die Vorherrschaft in der Persis von den anderen Frataraka abheben wollte und sich um eine Legitimität bemühte.

### Vadfradad I.

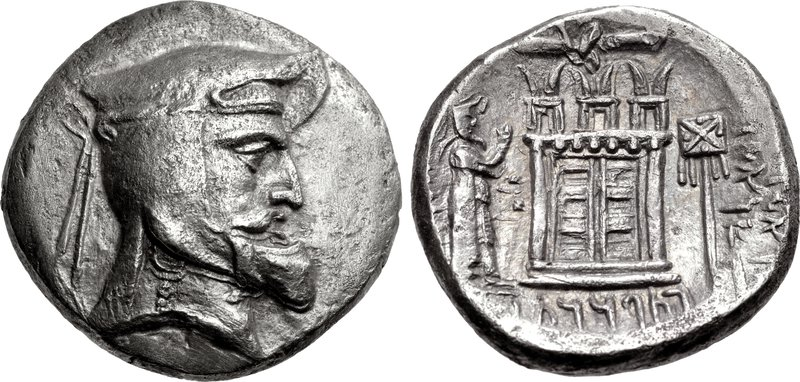
Münze des Vadfradad I.

Die Münzen von Vadfradad I. (aramäisch wtprdt), auch Autophradates I. genannt, tragen auf der Vorderseite der Münzen sein Portrait, das den Abbildungen von Vahbarz and Ardaxschir I. ähnlich ist. Für die Rückseite sind drei Typen überliefert. Auf der frühsten Münze steht Vadfradad mit erhobenen Armen vor der königlichen Standarte und einem Feuertempel. Darüber schwebt das Geflügelte Symbol (Achämenidenreich), das als Faravahar als Symbol des Zoroastrismus, Ahura Mazda oder Xwarenah interpretiert wird. Die zweite Variante zeigt einen Adler, der auf der königlichen Standarte sitzt. In der dritten Variante steht die geflügelte Nike hinter ihm, die im Begriff ist, ihn mit einem Kranz oder Diadem zu krönen. Vadfradad I. hält einen Bogen in seiner linken Hand und hat seine rechte Hand mit ausgestreckten Fingern erhoben. Ein geflügeltes Symbol schwebt über der Szene. Die Szene symbolisiert die göttliche Unterstützung der Herrschaft von Vadfradad I. und zeigen Parallelen zu den Siegesmünzen von Seleukos I.

### Vadfradad II.

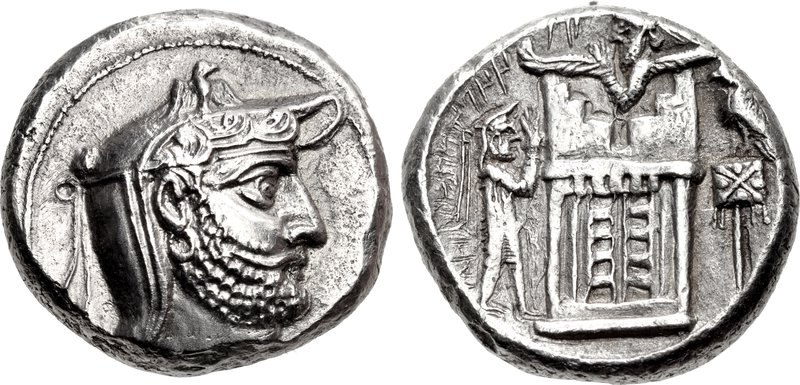
Münze des Vadfradad II.

Die Münzlegenden von Vadfradad II. (aramäisch wtprdt), auch Autophradates II. genannt, sind meistens unvollständig und selten auf den überlieferten Münzen zu finden. Während seiner gesamten Regentschaft trägt Vadfradad II. auf seinem Portrait ein Diadem und die Kopfbedeckung eines Satrapen, die mit einem Doppelflügeladler verziert ist. Es sind drei Typen für die Rückseite überliefert, die sich nur durch Kleinigkeiten unterscheiden. Auf dem ersten Typ steht Vadfradad II. mit einem Bogen vor dem Feuertempel und der königlichen Standarte. Die beiden folgenden Typen zeigen Vadfradad II. mit seiner speziellen Krone und einem Adler auf der königlichen Standarte, ähnlich der letzten Münze von Vadfradad I. Die beiden Typen unterscheiden sich durch eine Mondsichel im dritten Typ, die an der Kopfbedeckung am Hinterkopf befestigt ist. Die verschiedenen Typen müssen über einen längeren Zeitraum geprägt worden sein, wobei der dritte Typ keine Legende trägt und deshalb in der Vergangenheit schwierig zu bestimmen war.

## Forschungsgeschichte
Es gibt viele Kontroversen und Debatten über die königliche Reihenfolge, die Herkunft und Datierung der Frataraka, die bis heute andauert und bei der die Numismatik einen großen Raum einnimmt.

### Königliche Reihenfolge
Die früheste eingeführte Frataraka-Münze war eine Tetradrachme von Baydad, die vom Pionier der französischen Numismatik, Honoré Théodoric d’Albert de Luynes, 1846 veröffentlicht wurde.
Während der französische Pionier bereits feststellte, dass die Vorderseite der Münze Ähnlichkeiten mit der Ikonografie der Achämeniden und Sassaniden aufweist und sie aber wegen dem Typ und den Charakteristiken der Prägung Baktrien zuordnete, klassifizierte sie François-Maurice Allotte de La Fuÿe 1906 als die erste von drei Serien persischer Münzen.
1922 unterteilte George Francis Hill die Frataraka-Münzen in vier Gruppen. Die erste Gruppe enthält die Frataraka-Münzen, während die Gruppen zwei bis vier alle übrigen persischen Münzen aufnehmen, die anstatt Frataraka den Titel mlkʾ (König) tragen. In Übereinstimmung mit der Theorie von François-Maurice Allotte de La Fuÿe empfahl George Francis Hill erstmals eine königliche Reihenfolge der Frataraka.
Michael Alram wies 1986 nach, dass Vahbraz die abgenutzten Münzstempel von Ardaxschir I. für die Ausgabe seiner frühen Münzen verwendet hatte und er deshalb ein Nachfolger von Ardaxschir I. gewesen sein muss. Er erklärte, dass die Münzen der Frataraka und der nachfolgenden Könige der Persis eine homogene Gruppe bilden, die ohne Unterbrüche vom 2. Jahrhundert v. Chr. bis zum frühen 3. Jahrhundert n. Chr. existiert hat. Er legte eine königliche Reihenfolge fest, die 1994 von Josef Wiesenhöfer bestätigt wurde.
2005 tauchte eine neue Münze der Frataraka auf einer Auktion auf, die die bisherige königliche Reihenfolge wieder in Frage stellte. Die Tetradrachme mit der Prägung von Baydad war auf dieser Münze über eine Prägung eines anderen Frataraka gelegt, dessen Mundschutz und Kopfbedeckung noch sichtbar waren. Weitere Untersuchungen von Münzen, die übereinander geschichtete Prägungen aufwiesen, veranlassten Oliver D. Hoover 2008 eine dritte Reihenfolge der Frataraka-Könige zu präsentieren. 2013 erschien ein Artikel von David Engels, der die Chronologie der Frataraka erneut diskutierte und in Übereinstimmung mit Oliver D. Hoover legte er Baydad als Nachfolger oder Zeitgenosse von Vādfradad I. fest.
2021 setzte Kiarash Gholami Baydad vor Vādfradad I. fest mit der Begründung, dass die beiden Herrscher in Konkurrenz standen, die über die Ikonografie der Münzen reflektiert wird. Mit dem Empfang des Kranzes durch Nike als Symbol des Sieges über Baydad sei Vādfradad I. der Nachfolger gewesen.
| Reihe | Veröffentlichung | Numismatiker/Althistoriker     | 1             | 2             | 3             | 4            | 5             |
| ----- | ---------------- | ------------------------------ | ------------- | ------------- | ------------- | ------------ | ------------- |
| 1.    | 1922             | George Francis Hill            | Baydad        | Vahbarz       | Ardaxschir I. | Vadfradad I. |               |
| 2.    | 1986/1994        | Michael Alram,Josef Wiesehöfer | Baydad        | Ardaxschir I. | Vahbarz       | Vadfradad I. | Vadfradad II. |
| 3.    | 2008/2013        | Oliver D. Hoover, David Engels | Ardaxschir I. | Vahbarz       | Vadfradad I.  | Baydad       |               |
| 4.    | 2021             | Kiarash Gholami                | Ardaxschir I. | Vahbarz       | Baydad        | Vadfradad I. | Vadfradad II. |

| Originalmünze oder Stempel | 1            | 2            | Jahr der Entdeckung |
| -------------------------- | ------------ | ------------ | ------------------- |
| Seleukos I.                | Baydad       | Vadfradad I. | 2005 und 2008       |
| Antiochos I.               | Vadfradad I. |              | 2008                |
| Ardaxschir I.              | Vahbarz      |              | 1986                |
| Baydad                     | Vadfradad I. |              | 2008                |
| Vadfradad I.               | Baydad       |              | 2008                |

### Datierung
George Francis Hill unterteilte 1922 die Münzen aus der Persis in vier Reihen, wovon die Frataraka-Münzen die erste und älteste Reihe darstellten. Er datierte sie auf 250 bis 150 v. Chr. 1986 kam Michael Alram zum Schluss, dass die Kontinuität der Tetradrachmen und Drachmen der Persis eine Frühdatierung nicht erlaube. Er sah alle Münzen als Ausdruck des größer werdenden Einflusses der Parther zu einer Zeit, als die seleukidische Macht schwand.
Josef Wiesehöfer bestätigte 1994 und 2007 die Datierung von Michael Alram. In den klassischen Quellen gäbe es keine Anzeichen von Unruhen oder Unabhängigkeitsbewegungen in der Persis während der Herrschaft von Seleukos I. bis zu Antiochos III. Die erfolgreiche Politik der frühen Seleukiden habe ihnen die Unterstützung der lokalen Herrscher in der Persis gegeben.
2005 datierte Dietrich O. A. Klose die Frataraka an den Anfang der Herrschaft der Seleukiden aufgrund von Tetradrachmen von Baydad, die auf Münzen von Seleukos I. geprägt waren. Die Nähe von Komponenten wie die Kleidung, die Kopfbedeckung und die verehrende Haltung der Figur an die achämenidische Ikonografie deute seiner Meinung nach ebenfalls auf eine frühe Datierung.
Oliver D. Hoover untersuchte 2008 die Überstempelungen der Frataraka und kam dadurch zu einer neuen Reihenfolge der Herrschaft der Frataraka. Er datierte sie auf irgendwann vor 295 bis kurz nach 281 v. Chr.
| Veröffentlichung | Numismatiker/Althistoriker | Ardaxschir I.                            | Vahbarz                                  | Baydad                                   | Vadfradad I.                             | Vadfradad II.                            |
| ---------------- | -------------------------- | ---------------------------------------- | ---------------------------------------- | ---------------------------------------- | ---------------------------------------- | ---------------------------------------- |
| 1922             | George Francis Hill        | 250–150                                  | 250–150                                  | 250–150                                  | 250–150                                  | 250–150                                  |
| 1986             | Michael Alram              | ab 200–                                  | ab 200–                                  | ab 200–                                  | ab 200–                                  | ab 200–                                  |
| 1994/2007        | Josef Wiesehöfer           | ab 200–                                  | ab 200–                                  | ab 200–                                  | ab 200–                                  | ab 200–                                  |
| 2005             | Dietrich O. A. Klose       | in den Anfängen der Seleukidenherrschaft | in den Anfängen der Seleukidenherrschaft | in den Anfängen der Seleukidenherrschaft | in den Anfängen der Seleukidenherrschaft | in den Anfängen der Seleukidenherrschaft |
| 2008             | Oliver D. Hoover           | irgendwann vor 295 bis kurz nach 281     | irgendwann vor 295 bis kurz nach 281     | irgendwann vor 295 bis kurz nach 281     | irgendwann vor 295 bis kurz nach 281     |                                          |
| 2021             | Kiarash Gholami            | nach 300, vor ca. 295/294                | ca. 295/4–281                            | nach 288                                 | nach 281                                 | lange nach 281                           |

Je nach Datierung sind die Frataraka in einer unterschiedlichen Umgebung anzusiedeln. Bei einer frühen Datierung ist die Herrschaft der Frataraka eine Weiterführung der vorhellenistischen Ikonografie in der frühen Zeit des Seleukidenreichs. Bei einer späten Datierung hätte ein umfassender Bruch mit der persischen Autorität und Identität im ehemaligen Kernland der Achämeniden stattgefunden. Die Frataraka wären Ausdruck einer Renaissance von gewissen achämenidischen Traditionen bei der Ankunft der Parther gewesen.

## Rezeption
Es wurde lange angenommen, dass die Frataraka unabhängige, anti-seleukidische Herrscher der Persis im 3. Jahrhundert v. Chr. waren. Es ist aber wahrscheinlicher, dass sie als Repräsentanten der Seleukiden in Fars kurz vor dem Ende des 3. Jahrhunderts v. Chr. oder in den ersten Dekaden des 2. Jahrhunderts v. Chr. ihren Anfang nahmen und dass Vahbarz oder Vadfradad eine größere Unabhängigkeit in der Mitte des 2. Jahrhunderts v. Chr. gewannen, als die Macht der Seleukiden im südwestlichen Persien und am Persischen Golf zerbröckelte.
Auf den Münzen wird die enge Verbundenheit zu den achämenidischen Königen ikonografisch betont, aber die Frataraka beanspruchten keine Macht außerhalb der Grenzen der Persis. Die Herrscher werden nicht mit aufrechtstehendem Diadem dargestellt und sie nannten sich nicht „große Könige“. Der Arsakide Mithridates I. erlaubte den persischen Herrschern das Recht auf die Münzprägung. Es ist ein weiterer Beweis für deren moderaten Herrschaftsansprüche und eine subseleukidische Phase. Es ist wahrscheinlicher, dass die Arsakiden die Konditionen zurückbrachten, die vor Vahbarz bestanden als dass sie eine völlig neue Teilunabhängigkeit einführten. Dies gilt vor allem für die Zeit, als sie unter schweren Druck von Seiten der Seleukiden, den Saken und Mesener standen.
Da auf den Münzen der Frataraka allgemeine politische Symbole vorwiegen, sollten die Frataraka nicht länger als Priesterherrscher oder Exponenten eines religiösen Widerstandes zum Hellenismus angesehen werden. Ihr Sitz war wahrscheinlich Persepolis, wo sie intensive Bautätigkeiten sowohl auf der Terrasse als auch in der Nähe davon ausübten.
In parthischer Zeit sind Kleinkönige in der Persis weiterhin belegt, bevor zu Beginn des 3. Jahrhunderts der Sassanide Papak dort an die Macht gelangte und sein Sohn Ardaschir I. anschließend die Partherherrschaft stürzte.